# Surajkaradi
Surajkaradi là một thị trấn thống kê (census town) của quận Jamnagar thuộc bang Gujarat, Ấn Độ.

## Nhân khẩu
Theo điều tra dân số năm 2001 của Ấn Độ, Surajkaradi có dân số 16.793 người. Phái nam chiếm 52% tổng số dân và phái nữ chiếm 48%. Surajkaradi có tỷ lệ 51% biết đọc biết viết, thấp hơn tỷ lệ trung bình toàn quốc là 59,5%: tỷ lệ cho phái nam là 60%, và tỷ lệ cho phái nữ là 41%. Tại Surajkaradi, 15% dân số nhỏ hơn 6 tuổi.